# Cysoing
Cysoing település Franciaországban, Nord megyében. Lakosainak száma 4717 fő (2022. január 1.). Cysoing Gruson, Templeuve, Bourghelles, Bouvines, Camphin-en-Pévèle, Cobrieux, Genech, Louvil, Péronne-en-Mélantois és Sainghin-en-Mélantois községekkel határos.

## Népesség
A település népességének változása:
| Lakosok száma | 4836 | 4975 | 5106 | 4968 | 4908 | 4849 | 4798 | 4722 | 4717 |
|               | 2013 | 2015 | 2016 | 2017 | 2018 | 2019 | 2020 | 2021 | 2022 |